# Lobata (ordem)
Lobata é uma ordem de Ctenophora na classe Tentaculata, que possui tentáculos de menores dimensões que outros ctenóforos. Foi primeiramente por Johann Friedrich Eschscholtz em 1825. São encontrados no Mar Negro assim como no Mar Cáspio. Têm cerca de 25 cm de comprimento.